# Monkton (Vermont)
Monkton – miasto w Stanach Zjednoczonych, w stanie Vermont, w hrabstwie Addison.